# Adalberto de Magdeburgo

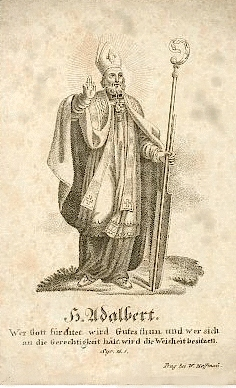
Ilustración de 1830.

San Adalberto de Magdeburgo (también San Alberto de Magdeburgo) (fallecido el 20 de junio de 981), conocido como el Apóstol de los Eslavos, fue el primer arzobispo de Magdeburgo (desde 968) y un exitoso misionero entre los pueblos eslavos del este de Alemania. Sería más tarde canonizado, siendo venerado por la iglesia católica el 20 de junio.

## Vida
Adalberto, posiblemente nacido en Alsacia, hacia 950 era un empleado de la cancillería de san Bruno de Colonia, arzobispo de Colonia y hermano menor del futuro emperador Otón I. En 953 entró como notario al servicio del rey Otón. Hacia 958 o 959 ingresó como monje en el monasterio benedictino de San Maximino en Tréveris. Fue consagrado obispo y en 961 fue enviado al Rus de Kiev, por consejo del arzobispo de Maguncia, Guillermo I de Maguncia. La princesa Olga de Kiev había pedido al emperador Otón I el Grande que le proveyera de un misionero de la Iglesia de Roma. Su hijo, Sviatoslav se opuso al deseo de su madre, arrebatándole la corona tan pronto como Adalberto llegó al Rus de Kiev. Los compañeros de misión de Adalberto fueron asesinados y Adalberto fue capaz de escapar por poco. El Rus de Kiev subsiguientemente aceptó la conversión de parte de Constantinopla y la cristiandad bizantina.
Tras escapar, Adalberto viajó hasta Maguncia, en 962, continuando la crónica de Regino de Prüm para el periodo entre 907 y 967. En 966 se convertiría en abad de Wissembourg, en Alsacia. Una vez allí, trabajó para mejorar la educación de los monjes. Fue uno de los partidarios de la reforma de Gorze. Al año siguiente, acompañó a Otón I, ahora emperador del Sacro Imperio Romano Germánico, a Italia, donde este había convocado un concilio en Ravenna, en el que, por acuerdo entre el emperador y el papa Juan XIII sería nombrado arzobispo de Magdeburgo, una ciudad de Sajonia-Anhalt, con una diócesis recientemente constituida. Los arzobispados de Hamburgo y Bremen fueron creados con la intención de que serían bases para la actividad misionera en norte y el este de Europa. El arzobispado de Magdeburgo sería designado entonces para proveer de programas misioneros a los eslavos orientales europeos. Su punto fuerte aquí fue su misión efectuada entre los sorbios. Adalberto se dedicó también a la promoción científica, sobre todo aquella de la recientemente fundada (968) escuela de la catedral de Magdeburgo, que alcanzó un elevado nivel. A esta escuela acudió un alumno, que continuaría efectuando un trabajo importante entre los eslavos hasta su martirio fue Vojtèch de Praga, más tarde canonizado como Adalberto de Praga.
Adalberto estableció diócesis en Naumburgo, Meissen, Merseburgo, Brandeburgo, Havelberg y Poznań en Polonia.
Murió en Zscherbeu (Geusa, Sajonia-Anhalt) en una visita pastoral, y sus restos serían inhumados en la catedral de su sede.